# Юсин, Анатолий Андрианович
Анатолий Андрианович Юсин (30 августа 1938, Москва, РСФСР, СССР — 2 сентября 2011, там же) — российский писатель и журналист, первый вице-президент Федерации велоспорта СССР (1977—1991), с 1991 года по 2002 год — генеральный секретарь Федерации спортивных журналистов России.

## Биография
В 1961 году окончил факультет журналистики Московского государственного университета имени М. В. Ломоносова.
В спортивной журналистике с 1961 года. В 1961—1963 годах работал обозревателем газеты «Камчатская правда» (Петропавловск-Камчатский). В 1964—1967 годах — в журнале «Спортивная жизнь России». С 1967 года по 1973 год — заместитель редактора олимпийского отдела газеты «Советский спорт». В 1973—1988 годах специальный корреспондент, спортивный обозреватель газеты «Правда». В 1988—1992 годах — главный редактор журнала «Олимпийская панорама».
В 1991—1992 годах — директор студии «Спорт» Гостелерадио СССР. В 1992—2002 годах — директор спортивно-информационного агентства «Московский международный марафон мира».
Основатель и главный редактор газеты «Къ спорту!» (1995—1998). В 2002—2005 годах — заместитель главного редактора газеты «Здоровый образ жизни». В 2006—2008 годах — главный редактор газеты «Столетник».
Член-корреспондент Международной академии информатизации. Профессор Академии безопасности, обороны и правопорядка.
Похоронен в Москве на Кузьминском кладбище.
Лауреат конкурсов ОКР, Госкомспорта РФ, Союза журналистов СССР и Федерации спортивных журналистов России.
Лауреат высшей премии профессионального признания «Лучшие перья России 2002».

## Семья
В 1964 году женился на Галине Михайловне Дымшаковой. В 1966 году родился сын Максим, в 1972 году — дочь Анастасия.

## Произведения
- Век спортивный. 1971.
- Дети и спорт. 1971.
- Встань до счета «девять». 1975.
- И снова спиц мельканье. 1978.
- Интервью, которого не было. 1980.
- Спортивные звёзды. 1980.
- Что зовёт их в дорогу. 1983.
- Я купил велосипед. 1984.
- Здравствуй, старина велосипед. 1984.
- Обув железом острым ноги. 1985.
- Душой исполненный полет. 1988.
- Кому дано побеждать. 1989.
- Что получает победитель. 1989.
- От спартакиады к олимпиаде. 1989.
- Атланты. 1999.
- Бывают странные сближенья. 2001.
- Старику снились львы. 2006.
- После нас только «погода». 2008.

Автор сценария к фильму «Цена быстрых секунд» (1971, режиссёр Владимир Чеботарёв).